# Escravidão na Mauritânia
A escravidão foi chamada de "profundamente enraizada" na estrutura do país do noroeste da África, a Mauritânia, e estimada como "estreitamente ligada" à composição étnica do país, embora também tenha sido estimado que "a escravidão generalizada era tradicional entre grupos étnicos do sul, em grande parte não pastorais, onde não tinha origens raciais ou conotações raciais, tanto os senhores quanto os escravos eram negros", apesar da cessação da escravidão em outros países africanos e da proibição oficial da prática desde 1905.
A administração colonial francesa declarou o fim da escravidão na Mauritânia em 1905. A Mauritânia ratificou em 1961 a Convenção sobre o Trabalho Forçado, tendo já consagrado a abolição da escravatura, ainda que implicitamente, na sua constituição de 1959. Em 1981, a Mauritânia tornou-se o último país do mundo a abolir oficialmente a escravatura, quando um decreto presidencial aboliu a prática. No entanto, nenhuma lei criminal foi aprovada para fazer cumprir a proibição. Em 2007, sob pressão internacional, o governo aprovou uma lei que permite que os proprietários de escravos sejam processados.
Apesar da abolição oficial da escravatura, o Índice Global de Escravidão de 2018 estimou o número de escravos em 90.000 (ou 2,1% da população), uma redução dos 155.600 relatados no índice de 2014, no qual a Mauritânia ficou em 31º lugar de 167 países por número total de escravos e primeiro por prevalência, com 4% da população. O governo mauritano ocupa o 121º lugar entre 167 países na sua resposta a todas as formas de escravatura moderna. Em 2017, a BBC afirmou que um total de 600.000 pessoas viviam em escravidão.
Uma missão das Nações Unidas de Novembro de 2009, chefiada pela relatora especial da ONU, Gulnara Shahinian, avaliou as práticas de escravatura na Mauritânia. Num relatório de Agosto de 2010 ao Conselho dos Direitos Humanos das Nações Unidas (UNHRC), a missão concluiu que "apesar das leis, programas e diferenças de opinião no que diz respeito à existência de escravatura na Mauritânia, ... a escravidão de fato continua a existir na Mauritânia."
Embora outros países da região tenham pessoas em "condições análogas à escravidão", a situação na Mauritânia é "excepcionalmente grave", segundo o professor de história africana Bruce Hall, e consiste em grande parte de mauritanos negros detidos por senhores árabes.
A posição oficial do governo mauritano é que a escravatura está "totalmente acabada ... todas as pessoas são livres."  De acordo com o abolicionista Abdel Nasser Ould Ethmane, muitos mauritanos acreditam que falar de escravidão "sugere manipulação pelo Ocidente, um ato de inimizade contra o Islã, ou influência da conspiração judaica mundial." Alguns grupos de direitos humanos afirmam que o governo pode ter prendido mais activistas anti-escravatura do que proprietários de escravos. Apenas uma pessoa, Oumoulmoumnine Mint Bakar Vall, foi processada por possuir escravos. Ela foi condenada a seis meses de prisão em janeiro de 2011.